# متنزه بحيرات المرتفعات الحكومي
متنزه بحيرات المرتفعات الحكومي هو متنزه حكومي غير مطور تبلغ مساحته 3,115 أكر (12.61 كـم2) ويقع في بلدتي والكيل وكروفورد في مقاطعة أورانج ، نيويورك ، الولايات المتحدة. يقع المنتزه شمال شرق مدينة ميدلتاون غرب طريق 211 . إنها أكبر متنزه غير مطورة تديرها لجنة متنزه حواجز لجنة الطريق السريع.

## وصف المتنزه
بحيرة هايلاند الحكومي هي متنزه غير مطورة إلى حد كبير، وتوفر في المقام الأول فرصًا للاستجمام للتخلص من الطاقة السلبية بما في ذلك المشي لمسافات طويلة وصيد الأسماك وركوب الخيل والطيران النموذجي. على الرغم من وجود سلسلة من الممرات غير الرسمية والطرق الحرجية داخل المتنزه، إلا أنه لا يتم صيانة أي مسارات بشكل رسمي.

## روابط خارجية
- New York State Parks: Highland Lakes State Park